# Jakub Rzeźniczak
Jakub Rzeźniczak, né le 26 octobre 1986 à Łódź, est un footballeur international polonais. Il est défenseur au Qarabağ FK.

## Carrière
- 2003-2004 :  Widzew Łódź
- 2004-2017 :  Legia Varsovie
  - 2006-2007 :  Widzew Łódź (prêt)
- depuis 2017 :  Qarabağ FK

## Palmarès
- Championnat d'Azerbaidjan : 2018
- Champion de Pologne : 2006, 2013, 2014, 2016 et 2017
- Vice-champion de Pologne : 2008, 2009
- Vainqueur de la Coupe de Pologne : 2008, 2011, 2012 et 2015
- Vainqueur de la Supercoupe de Pologne : 2008
- 9 sélections